# Club Patín Areces
Le Club Patín Areces ou CP Areces est un club de rink hockey de la ville de Grado en Espagne. Son équipe masculine évolue en 2019 en Ok Liga Bronce, mais a connu sa grande époque durant les années 1990 au cours desquelles le club joue au plus haut-niveau. 
Le club dispute cinq saisons au plus haut-niveau espagnole, et est l'un des clubs à avoir le plus de participation en seconde division. 

## Histoire
Le club est fondé en 1965 sous le nom de Club Patín Grado et a depuis changé de nom à de très nombreuses reprises : Club Patín OJE Grado, Club Patín Parque Grado, Club Patín Parque Areces, Club Patín Areces, Club Patín Areces la Polesa, Club Patín Areces Elecinco avant de revenir au nom de Club Patín Areces. 
Lors de la saison 1993-1994, elle remporte le championnat de première division et accède pour la première fois à la division d'honneur. Elle s'y maintient durant deux saisons avant de descendre en Première Division Nationale en 1995-1996. Le club n'y reste qu'une seule année avant de remonté au plus haut-niveau. L'équipe s'y maintient deux années avant d'être à nouveau relégué, mais elle remonte en 1999-2000. À la fin de cette saison, le club est relégué en seconde division mais ne parvient plus à accéder au plus haut-niveau. Il se maintient dans cette division jusqu'en 2015. 
Dans les années 1990, le club est récompensé par plusieurs prix extra-sportifs tels que le prix Delphi pour les valeurs humaines du sport, le Golden Moscon et le titre du meilleur club sportive de la Principauté des Asturies.
En 2007, il remporte la Coupe du Prince, une compétition jouée par les quatre premiers de la première division nationale à la fin des matchs aller du championnat. Il bat Esfer Oviedo lors de la finale. L'année suivante, il revint participer à la Coupe du Prince mais est éliminé en  demi-finale par le Vigo Stick.
Le Club Patín Areces organise également deux tournois d'été, tels que le tournoi international Villa de Grado, catégorie senior, qui se déroule depuis 1983 ; et le Tournoi international de hockey depuis 1987. 
Les plus grands succès du club sont ses nombreuses participations aux phases finales des Championnats d'Espagne dans les différentes catégories.

### Source de la traduction
- (es) Cet article est partiellement ou en totalité issu de l’article de Wikipédia en espagnol intitulé « Club Patín Areces » (voir la liste des auteurs).